# Elikistra
Elikistra  este un oraș în Grecia în prefectura Ahaia.